# Selenophorus galapagoensis
Selenophorus galapagoensis is een keversoort uit de familie van de loopkevers (Carabidae). De wetenschappelijke naam van de soort werd in 1845 gepubliceerd door George Robert Waterhouse. Hij beschreef de soort aan de hand van een enkel specimen dat Charles Darwin had meegebracht van de Galapagoseilanden.